# ウィルフリッド・ヴォイニッチ

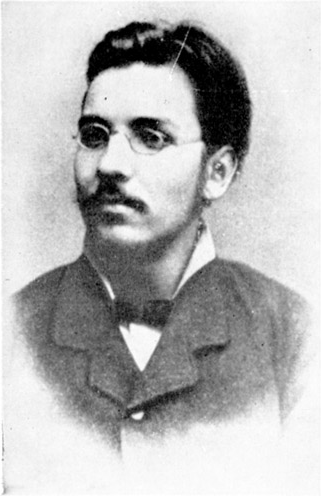
ウィルフリッド・ヴォイニッチ

ウィルフリッド・ヴォイニッチ（Wilfrid Michael Voynich 、 1865年10月31日 - 1930年3月19日、生誕時の名称はミハウ・ハブダンク・ヴォイニチ（波: Michał Habdank-Wojnicz））は、ポーランドの革命家である。イギリスとアメリカでは古物商および愛書家として活動し、後にアメリカへ帰化しポーランド系アメリカ人となった。ヴォイニッチ手稿の名前の由来となった人物としても知られる。

## 生涯
ウィルフリッド・ヴォイニッチは、ロシア帝国コヴノ県（現在のリトアニアのほぼ北半分）の1都市であったテルシェイで、ポーランド系リトアニア人の貴族（名義顧問官（Титулярный советник）、文官の第9位）の家系に生まれた。
1885年にワルシャワで、ルドヴィク・ヴァルィニスキ（Ludwik Waryński）率いる革命組織 Proletariat （プロレタリアート）へ参加。1886年に、ワルシャワ要塞に収監されている死刑判決を受けた同志を解放しようとして失敗した後に、ロシア帝国の警察に逮捕された。1887年に強制労働刑である囚人農場（Каторга）送りの判決を受け、トゥンカ（Тунка 、シベリアのブリヤート共和国にある村落）へ流刑となる。
1890年、シベリアからロンドンへ脱出して、偽名としてファーストネームをヴィルフルィド（Wilfryd）とした。1893年には、高名なイギリス人数学者のジョージ・ブールの娘で革命同志であるエセル・リリアン・ブールと結婚。名をポーランド式の Wilfryd Wojnicz からイギリス式の Wilfrid Voynich へと改めた。また、同志のセルゲイ・クラフチンスキー（Сергей Михайлович Степняк-Кравчинский, (Sergius) Stepniak の名で知られる。1878年にサンクトペテルブルクで秘密警察長官ニコライ・メゼンツォフを暗殺して以降、英米など各国で活動していた）と共に「ロシア自由の支持者の会」（Society of Friends of Russian Freedom）を設立した。
1895年に、クラフチンスキーが西ロンドンのベッドフォード・パークの踏切で轢死して以降、革命運動からは身を引いた。1898年にロンドンで本屋を始め、1914年にはニューヨークにも出店した。ヴォイニッチは稀覯書の取り扱いに深く関わったほか、多くのカタログの執筆を行ったりした。
1930年、ニューヨークで死去した。

## ヴォイニッチ手稿
ヴォイニッチの所有物として最も有名なこの書物は、中世に作られたミステリアスな手稿である。1912年にイタリアのモンドラゴーネ寺院(Villa Mondragone) でヴォイニッチが発見し、入手した。
この本は未知の言語体系で執筆されており、1915年にその存在が公表されて以降、幾人もの高名な言語学者や暗号学者が解読に挑戦したが、未だ解明されていない。
なお、当書は2022年現在イェール大学が所蔵している。